# Liste von Terroranschlägen im Jahr 1998
Die Liste von Terroranschlägen im Jahr 1998 enthält eine unvollständige Auswahl von Terroranschlägen, die im Jahr 1998 passierten. Attentate werden gesondert in der Liste bekannter Attentate behandelt. Die Liste von Sprengstoffanschlägen listet auch nichtterroristische Anschläge. Die Liste von Flugzeugentführungen enthält eine Liste mit meist terroristischem Hintergrund. Im Artikel Rechtsterrorismus werden weitere terroristische Anschläge aufgezählt.

## Erläuterung
In der Spalte Politische Ausrichtung ist die politische bzw. weltanschauliche Einordnung der Täter angegeben: faschistisch, rassistisch, nationalistisch, nationalsozialistisch, sozialistisch, kommunistisch, antiimperialistisch, islamistisch (schiitisch, sunnitisch, deobandisch, salafistisch, wahhabitisch), hinduistisch. Bei vorrangig auf staatliche Unabhängigkeit oder Autonomie zielender Ausrichtung ist autonomistisch vorangestellt, gefolgt von der Region oder der Volksgruppe und ggf. weiteren Merkmalen der Täter: armenisch, irisch (katholisch), kurdisch, tirolisch, tschetschenisch, dagestanisch, punjabisch (sikhistisch), palästinensisch.
Die Opferzahlen der Anschläge werden farbig dargestellt:

Die Zahl bei den Anschlägen getöteter/verletzter Täter ist in Klammern ( ) gesetzt.

## Januar
| Datum/Beginn    | Betroffenes Land | Anschlag                      | Täter             | Politische Ausrichtung                       | Mittel                                 | Ziel                      | Tote    | Verletzte | Hintergrund              |
| --------------- | ---------------- | ----------------------------- | ----------------- | -------------------------------------------- | -------------------------------------- | ------------------------- | ------- | --------- | ------------------------ |
| 05. Januar 1998 | Ruanda           | Anschlag in Gitarama          | Hutu-Extremisten  |                                              | Schusswaffen, Macheten, Äxte, Granaten | Zivilisten                | 70      | 4         | Völkermord in Ruanda     |
| 05. Januar 1998 | Guyana           | Anschlag nahe Georgetown      |                   |                                              | 2 Sprengsätze                          | Fernsehsender             | 0       | 1         |                          |
| 09. Januar 1998 | Indien           | Anschlag in Neu-Delhi         |                   |                                              | Sprengsatz                             | Zivilisten                | 0       | 44        |                          |
| 10. Januar 1998 | Algerien         | Anschlag in Bouira            |                   |                                              | Stichwaffen                            | Zivilisten                | 26      |           | Algerischer Bürgerkrieg  |
| 11. Januar 1998 | Pakistan         | Anschlag in Lahore            | Lashkar-e-Jhangvi | deobandisch-fundamentalistisch, salafistisch | Schusswaffen                           | Schiitische Zivilisten    | 25      | 0         |                          |
| 11. Januar 1998 | Algerien         | Anschlag in Algier            | GIA               | salafistisch, wahhabitisch                   | 2 Sprengsätze                          | Kino, Moschee, Zivilisten | 120–400 |           | Algerischer Bürgerkrieg  |
| 20. Januar 1998 | Algerien         | Anschlag in Algier            |                   |                                              | Sprengsatz                             | Bus                       | 1       | 23        | Algerischer Bürgerkrieg  |
| 25. Januar 1998 | Indien           | Anschlag in Jammu und Kashmir |                   |                                              | Stichwaffen, Brandstiftung             | Hinduistische Zivilisten  | 23      |           | Aufstand in Kaschmir     |
| 25. Januar 1998 | Algerien         | Anschlag in Tiaret            |                   |                                              |                                        | Zivilisten                | 20      | 4         | Algerischer Bürgerkrieg  |
| 26. Januar 1998 | Sri Lanka        | Anschlag in Kandy             | vermutlich LTTE   | autonomistisch, tamilisch-sozialistisch      | 3 Selbstmordattentäter mit Autobombe   | Hindu-Tempel              | 23 (+3) |           | Bürgerkrieg in Sri Lanka |
| 29. Januar 1998 | USA              | Anschlag in Birmingham        | Army of God       | christlich-fundamentalistisch                | Sprengsatz                             | Abtreibungsklinik         | 1       | 1         |                          |

## Februar
| Datum/Beginn     | Betroffenes Land | Anschlag                  | Täter            | Politische Ausrichtung                  | Mittel                                                 | Ziel                             | Tote      | Verletzte | Hintergrund              |
| ---------------- | ---------------- | ------------------------- | ---------------- | --------------------------------------- | ------------------------------------------------------ | -------------------------------- | --------- | --------- | ------------------------ |
| 01. Februar 1998 | Sri Lanka        | Anschlag in Kilinochchi   | LTTE             | autonomistisch, tamilisch-sozialistisch |                                                        | Soldaten                         | 20 (+300) | 80 (+?)   | Bürgerkrieg in Sri Lanka |
| 03. Februar 1998 | Slowakei         | Anschlag in Košice        |                  |                                         | Sprengstoff                                            | Eisenbahn- und Busstation        | 0         | 2         |                          |
| 12. Februar 1998 | Algerien         | Anschlag in Algier        | GIA              | salafistisch, wahhabitisch              | 2 Sprengsätze                                          | Zivilisten                       | 2         | 28        | Algerischer Bürgerkrieg  |
| 12. Februar 1998 | Burundi          | Anschlag in Bururi        | Hutu-Extremisten |                                         | Stichwaffen                                            | Zivilisten                       | 25        | 46        | Völkermorde in Burundi   |
| 14. Februar 1998 | Indien           | Anschlag in Coimbatore    | Al Ummah         |                                         | 13 Sprengsätze                                         | Indische Zivilisten              | 58        | 200+      |                          |
| 14. Februar 1998 | China            | Anschlag in Wuhan         |                  |                                         | Sprengsatz                                             | Bus                              | 50        |           |                          |
| 15. Februar 1998 | Sri Lanka        | Anschlag in Mullaitivu    | LTTE             | autonomistisch, tamilisch-sozialistisch | Mörser                                                 | Soldaten                         | 20        | 115+      | Bürgerkrieg in Sri Lanka |
| 21. Februar 1998 | Algerien         | Anschlag in Blida         |                  |                                         | Sprengsatz                                             | Passagierzug                     | 18        | 25        | Algerischer Bürgerkrieg  |
| 23. Februar 1998 | Sri Lanka        | Anschlag nahe Point Pedro | LTTE             | autonomistisch, tamilisch-sozialistisch | 8 Selbstmordattentäter mit sprengstoffbeladenen Booten | Marinefrachtschiff, Landungsboot | 46 (+8)   |           | Bürgerkrieg in Sri Lanka |
| 26. Februar 1998 | Pakistan         | Anschlag in Faisalabad    |                  |                                         | Sprengsatz                                             | Passagierzug                     | 4         | 30+       |                          |
| 28. Februar 1998 | Pakistan         | Anschlag in Karatschi     |                  |                                         | 2 Sprengsätze                                          | Musikgeschäft, Baumarkt          | 8         | 23        |                          |

## März
| Datum/Beginn  | Betroffenes Land | Anschlag                                | Täter                   | Politische Ausrichtung                    | Mittel                                | Ziel             | Tote    | Verletzte | Hintergrund                     |
| ------------- | ---------------- | --------------------------------------- | ----------------------- | ----------------------------------------- | ------------------------------------- | ---------------- | ------- | --------- | ------------------------------- |
| 01. März 1998 | Jugoslawien      | Anschlag in Drenas                      | Albanische Separatisten | autonomistisch, albanisch-nationalistisch | Schusswaffen, Granaten, Artillerie    | Polizisten       | 20      | 2         | Jugoslawienkriege               |
| 05. März 1998 | Sri Lanka        | Anschlag in Colombo                     | LTTE                    | autonomistisch, tamilisch-sozialistisch   | Selbstmordattentäter                  | Bus              | 36 (+1) | 260       | Bürgerkrieg in Sri Lanka        |
| 09. März 1998 | Pakistan         | Anschlag nahe Quetta                    |                         |                                           | Sprengstoff                           | Expresszug       | 6       | 34        |                                 |
| 09. März 1998 | Sri Lanka        | Anschlag in Batticaloa                  | LTTE                    | autonomistisch, tamilisch-sozialistisch   | Sprengsatz                            | Lastwagen        | 6       | 30        | Bürgerkrieg in Sri Lanka        |
| 11. März 1998 | Thailand         | Anschlag in Mae Sot                     | DKBA                    | karen-nationalistisch                     | Schusswaffen, Granaten, Brandstiftung | Flüchtlingslager | 4       | 39        | Bewaffnete Konflikte in Myanmar |
| 14. März 1998 | Sri Lanka        | Anschlag in Mullaitivu                  | LTTE                    | autonomistisch, tamilisch-sozialistisch   | Artillerie                            | Soldaten         | 30      | 100+      | Bürgerkrieg in Sri Lanka        |
| 25. März 1998 | Tadschikistan    | Anschlag in Nohijahoi tobei dschumhurij | Oppositionelle          |                                           | Schusswaffen, Geiselnahme             | Soldaten         | 20      |           |                                 |
| 27. März 1998 | Algerien         | Anschlag in Djelfa                      | GIA                     | salafistisch, wahhabitisch                | Äxte, Messer, Entführung              | Dorf             | 52      |           | Algerischer Bürgerkrieg         |
| 29. März 1998 | Ruanda           | Anschlag in der Nordprovinz             | Hutu-Extremisten        |                                           | Schusswaffen                          | Flüchtlingslager | 20      | 42        | Völkermord in Ruanda            |

## April
| Datum/Beginn   | Betroffenes Land | Anschlag             | Täter          | Politische Ausrichtung                    | Mittel                  | Ziel       | Tote     | Verletzte | Hintergrund             |
| -------------- | ---------------- | -------------------- | -------------- | ----------------------------------------- | ----------------------- | ---------- | -------- | --------- | ----------------------- |
| 06. April 1998 | Pakistan         | Anschlag in Sindh    |                |                                           | Sprengsatz              | Bus        | 6        | 30        |                         |
| 14. April 1998 | Jugoslawien      | Anschlag in Pristina | UÇK            | autonomistisch, albanisch-nationalistisch | Granaten                | Polizist   | 0        | 1         | Jugoslawienkriege       |
| 21. April 1998 | Algerien         | Anschlag in Blida    | vermutlich GIA | salafistisch, wahhabitisch                | Granatwerfer            | Soldaten   | 5        | 40        | Algerischer Bürgerkrieg |
| 22. April 1998 | Burundi          | Anschlag in Gitega   |                |                                           | Schuss- und Stichwaffen | Zivilisten | 73 (+47) |           | Völkermorde in Burundi  |
| 22. April 1998 | Indien           | Anschlag in Udhampur |                |                                           | Schusswaffen            | Zivilisten | 26       |           | Aufstand in Kaschmir    |

## Mai
| Datum/Beginn | Betroffenes Land | Anschlag               | Täter                   | Politische Ausrichtung       | Mittel                                 | Ziel                          | Tote | Verletzte | Hintergrund                       |
| ------------ | ---------------- | ---------------------- | ----------------------- | ---------------------------- | -------------------------------------- | ----------------------------- | ---- | --------- | --------------------------------- |
| 04. Mai 1998 | Kolumbien        | Anschlag in Meta       |                         |                              | Schuss- und Stichwaffen, Brandstiftung | Zivilisten                    | 21   | 6         | Bewaffneter Konflikt in Kolumbien |
| 07. Mai 1998 | Jugoslawien      | Anschlag in Bogićevica |                         |                              | Schusswaffen                           | Jugoslawische Grenzpatrouille | 1    |           | Jugoslawienkriege                 |
| 07. Mai 1998 | Algerien         | Anschlag in Hadjout    | Muslimische Extremisten | islamisch-fundamentalistisch | 2 Sprengsätze                          | Zivilisten                    | 0    | 20        | Algerischer Bürgerkrieg           |
| 08. Mai 1998 | China            | Anschlag in Gulja      |                         |                              | Gift                                   | Grundschule                   | 0    | 150       |                                   |
| 10. Mai 1998 | Algerien         | Anschlag in Blida      | Muslimische Extremisten | islamisch-fundamentalistisch | Sprengsatz                             | Passagierzug                  | 3    | 20        | Algerischer Bürgerkrieg           |
| 12. Mai 1998 | Algerien         | Anschlag in Algier     | vermutlich GIA          | salafistisch, wahhabitisch   | Stichwaffen                            | Zivilisten                    | 22   | 1         | Algerischer Bürgerkrieg           |
| 22. Mai 1998 | Algerien         | Anschlag in Algier     | vermutlich GIA          | salafistisch, wahhabitisch   | Sprengsatz                             | Markt                         | 16   | 60        | Algerischer Bürgerkrieg           |
| 27. Mai 1998 | Algerien         | Anschlag in Blida      | vermutlich GIA          | salafistisch, wahhabitisch   | Sprengstoff                            | Dorf                          | 11   | 50        | Algerischer Bürgerkrieg           |

## Juni
| Datum/Beginn  | Betroffenes Land | Anschlag                      | Täter          | Politische Ausrichtung     | Mittel               | Ziel                     | Tote | Verletzte | Hintergrund             |
| ------------- | ---------------- | ----------------------------- | -------------- | -------------------------- | -------------------- | ------------------------ | ---- | --------- | ----------------------- |
| 05. Juni 1998 | Pakistan         | Anschlag in Sindh             |                |                            | Sprengsatz           | Expresszug               | 23   | 32        |                         |
| 08. Juni 1998 | Pakistan         | Anschlag in Lahore            |                |                            | Sprengsatz           | Schmuckgeschäft          | 0    | 20        |                         |
| 11. Juni 1998 | Algerien         | Anschlag in Ain Defla         | vermutlich GIA | salafistisch, wahhabitisch | Sprengsatz           | Passagierzug             | 12   | 21        | Algerischer Bürgerkrieg |
| 18. Juni 1998 | Pakistan         | Anschlag in Karatschi         |                |                            | 2 Motorradbomben     | Regierungsgebäude, Börse | 20   | 17        |                         |
| 19. Juni 1998 | Indien           | Anschlag in Jammu und Kashmir |                |                            | Automatische Gewehre | Hochzeit                 | 25   | 6         | Aufstand in Kaschmir    |

## Juli
| Datum/Beginn  | Betroffenes Land | Anschlag                   | Täter           | Politische Ausrichtung                                                        | Mittel                              | Ziel                 | Tote | Verletzte | Hintergrund             |
| ------------- | ---------------- | -------------------------- | --------------- | ----------------------------------------------------------------------------- | ----------------------------------- | -------------------- | ---- | --------- | ----------------------- |
| 02. Juli 1998 | Jugoslawien      | Anschlag in Dolovo         |                 |                                                                               | Schusswaffen                        | Polizist             | 0    | 1         | Jugoslawienkriege       |
| 09. Juli 1998 | Algerien         | Anschlag in Algier         |                 |                                                                               | Sprengsatz                          | Markt                | 13   | 42        | Algerischer Bürgerkrieg |
| 11. Juli 1998 | Jugoslawien      | Anschlag in Deçan          |                 |                                                                               | Schusswaffen                        | Polizeistation       | 1    | 1         | Jugoslawienkriege       |
| 12. Juli 1998 | Jugoslawien      | Anschlag in Istinić        |                 |                                                                               | Schusswaffen                        | Polizeistation       | 1    | 0         | Jugoslawienkriege       |
| 13. Juli 1998 | Jugoslawien      | Anschlag in Donji Crnobreg |                 |                                                                               | Schusswaffen                        | Polizeikontrollpunkt | 0    | 3         | Jugoslawienkriege       |
| 21. Juli 1998 | Angola           | Anschlag in Lunda Norte    | UNITA           | konservativ, angolanisch-nationalistisch, christlich-demokratisch, maoistisch | Automatische Schusswaffen, Granaten | Dorf                 | 105  |           | Bürgerkrieg in Angola   |
| 25. Juli 1998 | Jugoslawien      | Anschlag nahe Duhla        |                 |                                                                               | Schusswaffen, Sprengstoff           | Polizeieinheit       | 0    | 2 (+10)   | Jugoslawienkriege       |
| 29. Juli 1998 | Indien           | Anschlag in Assam          | vermutlich BLTF | autonomistisch, bodo-nationalistisch                                          | Sprengsatz                          | Markt                | 11   | 29        | Assam-Konflikt          |
| 31. Juli 1998 | Algerien         | Anschlag in Algier         |                 |                                                                               | Sprengsatz                          | Markt                | 3    | 20        | Algerischer Bürgerkrieg |

## August
| Datum/Beginn    | Betroffenes Land             | Anschlag                            | Täter                 | Politische Ausrichtung                                                                      | Mittel                    | Ziel                             | Tote     | Verletzte | Hintergrund             |
| --------------- | ---------------------------- | ----------------------------------- | --------------------- | ------------------------------------------------------------------------------------------- | ------------------------- | -------------------------------- | -------- | --------- | ----------------------- |
| 03. August 1998 | Indien                       | Anschlag in Himachal Pradesh        |                       |                                                                                             | Automatische Schusswaffen | Bauarbeiter                      | 26       | 11        |                         |
| 07. August 1998 | Kenia Tansania USA           | Anschläge in Daressalam und Nairobi | al-Qaida, al-Dschihad | salafistisch, wahhabitisch, panislamisch, antikommunistisch, antizionistisch, antisemitisch | Sprengstoff               | Gebäude                          | 233 (+2) | 4085+     |                         |
| 15. August 1998 | Vereinigtes Königreich       | Anschlag in Omagh                   | Real IRA              | autonomistisch, irisch-katholisch                                                           | Sprengsatz                | Markt                            | 29       | 300+      | Nordirlandkonflikt      |
| 15. August 1998 | Jugoslawien                  | Anschlag in Vokša                   |                       |                                                                                             | Schusswaffen              | Mitglieder des Innenministeriums | 4        | 0         | Jugoslawienkriege       |
| 16. August 1998 | Jugoslawien                  | Anschlag in Blace                   |                       |                                                                                             | Schusswaffen              | Polizist                         | 1        | 0         | Jugoslawienkriege       |
| 16. August 1998 | Jugoslawien                  | Anschlag in Ljubenic                |                       |                                                                                             | Schusswaffen              | Polizist                         | 1        | 0         | Jugoslawienkriege       |
| 20. August 1998 | Algerien                     | Anschlag in Djelfa                  |                       |                                                                                             | Sprengsatz                | Zivilisten                       | 13       | 39        | Algerischer Bürgerkrieg |
| 24. August 1998 | Jugoslawien                  | Anschlag in Pristina                | UÇK                   | autonomistisch, albanisch-nationalistisch                                                   | Automatische Schusswaffen | Krankenwagen                     | 0        | 2         | Jugoslawienkriege       |
| 24. August 1998 | Georgien                     | Anschlag in Sugdidi                 |                       |                                                                                             | Sprengsatz                | Regierungsgebäude                | 2        | 30        |                         |
| 24. August 1998 | Indien                       | Anschlag in Guwahati                |                       |                                                                                             | Sprengsatz                | Bahnhof                          | 3        | 20        | Assam-Konflikt          |
| 24. August 1998 | Demokratische Republik Kongo | Anschlag in Sud-Kivu                | Banyamulenge-Rebellen |                                                                                             | Schusswaffen              | Katholische Mission              | 37       | 0         |                         |
| 26. August 1998 | Südafrika                    | Anschlag in Kapstadt                | MAGO                  |                                                                                             | Sprengstoff               | Restaurant                       | 1        | 27        |                         |
| 26. August 1998 | Jugoslawien                  | Anschlag in Grabc                   |                       |                                                                                             | Granate                   | Ethnische Albaner                | 11       | 3         | Jugoslawienkriege       |
| 27. August 1998 | Israel                       | Anschlag in Tel Aviv-Jaffa          |                       |                                                                                             | Nagelbombe                | Zivilisten                       | 0        | 21        |                         |
| 28. August 1998 | Demokratische Republik Kongo | Anschlag in Kinshasa                |                       |                                                                                             | Schusswaffen              | Soldaten                         | 30       | 0         |                         |
| 31. August 1998 | Algerien                     | Anschlag in Algier                  |                       |                                                                                             | Sprengsatz                | Markt                            | 17       | 60        | Algerischer Bürgerkrieg |

## September
| Datum/Beginn       | Betroffenes Land                  | Anschlag                              | Täter | Politische Ausrichtung                                                        | Mittel                 | Ziel                                        | Tote    | Verletzte | Hintergrund                 |
| ------------------ | --------------------------------- | ------------------------------------- | ----- | ----------------------------------------------------------------------------- | ---------------------- | ------------------------------------------- | ------- | --------- | --------------------------- |
| 05. September 1998 | Russland                          | Anschläge in Dagestan und Arkhangelsk |       |                                                                               | Autobombe, Geiselnahme | Zivilisten, Schule                          | 17      | 80        | Zweiter Tschetschenienkrieg |
| 09. September 1998 | Jugoslawien                       | Anschlag nahe Gjakova                 | UÇK   | autonomistisch, albanisch-nationalistisch                                     | Entführung, Exekution  | Serbische und albanische Zivilisten         | 34+     |           | Kosovokrieg                 |
| 11. September 1998 | Sri Lanka                         | Anschlag in Jaffna                    |       |                                                                               | Selbstmordattentäter   | Bürgermeister, Polizei- und Armee-Offiziere | 20 (+1) |           | Bürgerkrieg in Sri Lanka    |
| 11. September 1998 | Algerien                          | Anschläge in Blida und Oran           |       |                                                                               | 2 Sprengsätze          | Markt, Zivilisten                           | 4       | 45        | Algerischer Bürgerkrieg     |
| 13. September 1998 | Angola                            | Anschlag in Lunda Sul                 | UNITA | konservativ, angolanisch-nationalistisch, christlich-demokratisch, maoistisch | Schusswaffen           | Zivilisten                                  | 30+     |           | Bürgerkrieg in Angola       |
| 18. September 1998 | Algerien                          | Anschlag in Tiaret                    |       |                                                                               | Sprengsatz             | Markt                                       | 22      | 30        | Algerischer Bürgerkrieg     |
| 20. September 1998 | Afghanistan                       | Anschlag in Kabul                     |       |                                                                               | Rakete(n)              | Zivilisten                                  | 8       | 30        | Krieg in Afghanistan        |
| 30. September 1998 | Palästinensische Autonomiegebiete | Anschlag in Hebron                    |       |                                                                               | 2 Granaten             | Soldaten, Zivilisten                        | 0       | 24        |                             |

## Oktober
| Datum/Beginn     | Betroffenes Land | Anschlag                          | Täter            | Politische Ausrichtung | Mittel                                 | Ziel                 | Tote | Verletzte | Hintergrund                           |
| ---------------- | ---------------- | --------------------------------- | ---------------- | --- | -------------------------------------- | -------------------- | ---- | --------- | ------------------------------------- |
| 05. Oktober 1998 | Algerien         | Anschlag in Muaskar               |                  | | Sprengsatz                             | Markt                | 3    | 62        | Algerischer Bürgerkrieg               |
| 07. Oktober 1998 | Sierra Leone     | Anschlag in der Northern Province | vermutlich RUF   | nationalistisch | Schuss- und Stichwaffen, Brandstiftung | Soldaten, Zivilisten | 28   | 7         | Bürgerkrieg in Sierra Leone           |
| 17. Oktober 1998 | Jugoslawien      | Anschlag in Orlat                 | vermutlich UÇK   | autonomistisch, albanisch-nationalistisch | Granate                                | Polizisten           | 3    | 3         | Jugoslawienkriege                     |
| 18. Oktober 1998 | Kolumbien        | Anschlag in Segovia               | ELN              | marxistisch-leninistisch | Sprengstoff                            | Pipeline             | 48   | 100       | Bewaffneter Konflikt in Kolumbien     |
| 19. Oktober 1998 | Israel           | Anschlag in Beʾer Scheva          | vermutlich Hamas | palästinensisch-nationalistisch, sunnitisch-islamistisch, islamisch-nationalistisch, islamisch-fundamentalistisch, antizionistisch, antisemitisch | 2 Granaten                             | Bushaltestelle       |      | 65        | Israelisch-Palästinensischer Konflikt |
| 22. Oktober 1998 | Jugoslawien      | Anschlag in Careva Cesma          | vermutlich UÇK   | autonomistisch, albanisch-nationalistisch | Schusswaffen                           | Militärkonvoi        | 1    | 1         | Jugoslawienkriege                     |
| 25. Oktober 1998 | Kolumbien        | Anschlag in Altos del Rosario     |                  | | Schusswaffen, Brandstiftung            | Zivilisten           | 20   |           | Bewaffneter Konflikt in Kolumbien     |
| 27. Oktober 1998 | Pakistan         | Anschlag in Sialkot               |                  | | Sprengsatz                             | Moschee              | 3    | 40        |                                       |
| 28. Oktober 1998 | Burundi          | Anschlag in Kanyosha              | FNL              | hutu-sozialistisch | Schusswaffen                           | Zivilisten           | 36   | 20        | Völkermorde in Burundi                |

## November
| Datum/Beginn      | Betroffenes Land | Anschlag                                | Täter            | Politische Ausrichtung | Mittel                                  | Ziel                                         | Tote     | Verletzte | Hintergrund                           |
| ----------------- | ---------------- | --------------------------------------- | ---------------- | --- | --------------------------------------- | -------------------------------------------- | -------- | --------- | ------------------------------------- |
| 01. November 1998 | Kolumbien        | Anschlag in Vaupés                      | FARC-EP          | marxistisch-leninistisch, links-nationalistisch                                                                                                   | Sprengsätze (Gaszylinder), Schusswaffen | Polizeiposten, Sicherheitskräfte, Zivilisten | 108      |           | Bewaffneter Konflikt in Kolumbien     |
| 02. November 1998 | Philippinen      | Anschläge in Cagayan de Oro und Cagayan |                  | | 2 Sprengsätze                           | Bushaltestellen                              | 1        | 41        |                                       |
| 06. November 1998 | Jugoslawien      | Anschlag in Opterusa                    | vermutlich UÇK   | autonomistisch, albanisch-nationalistisch | Schusswaffen                            | Polizeistreife                               | 0 (+5)   | 0         | Jugoslawienkriege                     |
| 06. November 1998 | Jugoslawien      | Anschlag in Malisheva                   | vermutlich UÇK   | autonomistisch, albanisch-nationalistisch | Entführung                              | Polizisten                                   | 2        | 0         | Jugoslawienkriege                     |
| 06. November 1998 | Israel           | Anschlag in Jerusalem                   | Hamas            | palästinensisch-nationalistisch, sunnitisch-islamistisch, islamisch-nationalistisch, islamisch-fundamentalistisch, antizionistisch, antisemitisch | 2 Selbstmordattentäter mit Autobombe    | Markt, Zivilisten                            | 0 (+2)   | 21        | Israelisch-Palästinensischer Konflikt |
| 07. November 1998 | Indien           | Anschlag in Assam                       | vermutlich BLT   | autonomistisch, bodo-nationalistisch | Schusswaffen                            | Polizisten                                   | 6        | 24        | Aufstand im Nordosten Indiens         |
| 07. November 1998 | Angola           | Anschlag in Lunda Norte                 | vermutlich UNITA | konservativ, angolanisch-nationalistisch, christlich-demokratisch, maoistisch                                                                     | Schusswaffen                            | Diamantenmine                                | 24       | 7         | Bürgerkrieg in Angola                 |
| 08. November 1998 | Sierra Leone     | Anschlag in Bombali                     | vermutlich RUF   | nationalistisch | Schuss- und Stichwaffen                 | Zivilisten                                   | 100+     |           | Bürgerkrieg in Sierra Leone           |
| 09. November 1998 | Sierra Leone     | Anschlag in der Northern Province       |                  | | Stichwaffe(n)                           | Zivilisten                                   | 96       | 12        | Bürgerkrieg in Sierra Leone           |
| 13. November 1998 | Jugoslawien      | Anschlag nahe Duhla                     |                  | |                                         | Militärkonvoi                                | 1        | 3         | Jugoslawienkriege                     |
| 17. November 1998 | Jugoslawien      | Anschlag nahe Pristina                  | vermutlich UÇK   | autonomistisch, albanisch-nationalistisch | Schusswaffen                            | Zivilisten in Fahrzeug                       | 0        | 1         | Jugoslawienkriege                     |
| 20. November 1998 | Jugoslawien      | Anschlag in Prilep                      | vermutlich UÇK   | autonomistisch, albanisch-nationalistisch | Rakete, Automatische Schusswaffe        | Polizeifahrzeug                              | 2        | 4         | Jugoslawienkriege                     |
| 20. November 1998 | Swasiland        | Anschlag in Mbabane                     | The Tigers       | | Sprengstoff                             | Regierungsbüro                               | 1        | 2         |                                       |
| 21. November 1998 | Kolumbien        | Anschlag in Mitú                        | FARC             | marxistisch-leninistisch | Schusswaffen                            | Militär                                      | 20 (+40) | 31+       | Bewaffneter Konflikt in Kolumbien     |
| 21. November 1998 | Indien           | Anschlag in Anantnag                    |                  | | Granate                                 | Polizeistation                               | 1        | 40        | Aufstand in Kaschmir                  |
| 23. November 1998 | Algerien         | Anschlag in Medea                       |                  | | Sprengsatz                              | Bus                                          | 0        | 42        | Algerischer Bürgerkrieg               |
| 27. November 1998 | Türkei           | Anschlag nahe Kırıkkale                 |                  | | Sprengsatz                              | Bus                                          | 4        | 20        |                                       |
| 27. November 1998 | Uganda           | Anschlag im Norden                      | vermutlich LRA   | christlich |                                         | Konvoi, Zivilisten                           | 7 (+4)   | 28        | LRA-Konflikt                          |

## Dezember
| Datum/Beginn      | Betroffenes Land | Anschlag                   | Täter              | Politische Ausrichtung                                             | Mittel                    | Ziel                        | Tote   | Verletzte | Hintergrund                       |
| ----------------- | ---------------- | -------------------------- | ------------------ | ------------------------------------------------------------------ | ------------------------- | --------------------------- | ------ | --------- | --------------------------------- |
| 03. Dezember 1998 | Algerien         | Anschlag in Khemis Miliana |                    |                                                                    | Sprengsatz                | Zivilisten                  | 14     | 24        | Algerischer Bürgerkrieg           |
| 06. Dezember 1998 | Sri Lanka        | Anschlag in Mullaitivu     | vermutlich LTTE    | autonomistisch, tamilisch-sozialistisch                            | Mörser                    | Energieminister, Zivilisten | 4      | 40        | Bürgerkrieg in Sri Lanka          |
| 08. Dezember 1998 | Algerien         | Anschlag in Chlef          | vermutlich GIA     | salafistisch, wahhabitisch                                         | Schusswaffen              | Zivilisten                  | 42     | 0         | Algerischer Bürgerkrieg           |
| 10. Dezember 1998 | Spanien          | Anschlag in Pamplona       | vermutlich ETA     | autonomistisch, baskisch-nationalistisch, marxistisch-leninistisch | Sprengsatz                | Gebäude                     | 0      | 5         | Baskischer Konflikt               |
| 14. Dezember 1998 | Jugoslawien      | Anschlag in Peja           | UÇK                | autonomistisch, albanisch-nationalistisch                          | Schusswaffen              | Café                        | 6      | 15        | Kosovokrieg                       |
| 20. Dezember 1998 | Jugoslawien      | Anschlag in Pristina       |                    |                                                                    | Schusswaffen              | Polizeistreife              | 0      | 2         | Jugoslawienkriege                 |
| 22. Dezember 1998 | Jugoslawien      | Anschlag in Mitrovica      |                    |                                                                    | Schusswaffen              | Café                        | 0      | 2         | Jugoslawienkriege                 |
| 24. Dezember 1998 | Türkei           | Anschlag in Van            |                    |                                                                    | Selbstmordattentäterin    | Militärbus                  | 1 (+1) | 22        |                                   |
| 27. Dezember 1998 | Jugoslawien      | Anschlag in Mitrovica      | vermutlich UÇK     | autonomistisch, albanisch-nationalistisch                          | Schusswaffen              | Rom                         | 3      | 0         | Jugoslawienkriege                 |
| 27. Dezember 1998 | Jugoslawien      | Anschlag in Velika Reka    |                    |                                                                    | Automatische Schusswaffen | Serbischer Zivilist         | 0      | 1         | Jugoslawienkriege                 |
| 29. Dezember 1998 | Kolumbien        | Anschlag in Córdoba        | vermutlich FARC-EP | marxistisch-leninistisch, links-nationalistisch                    | Schusswaffen              | Militärlager                | 30     |           | Bewaffneter Konflikt in Kolumbien |